# Miroslav Menc
Miroslav Menc (* 16. März 1971 in Rumburk) ist ein ehemaliger tschechischer Kugelstoßer.
Sechsmal wurde er im Freien (1993–1997, 2000) und dreimal in der Halle (1997, 1998, 2001) nationaler Meister.
Bei den Leichtathletik-Weltmeisterschaften 1995 in Göteborg schied er ebenso in der Qualifikation aus wie bei den Olympischen Spielen 1996 in Atlanta und den Weltmeisterschaften 1997 in Athen. 1998 kam er bei den Leichtathletik-Halleneuropameisterschaften in Valencia kam er auf den sechsten Platz, wurde aber nachträglich disqualifiziert, weil er bei einer kurz zuvor durchgeführten Dopingkontrolle positiv auf Stanozolol getestet wurde, und wegen dieses Verstoßes gegen die Dopingbestimmungen für zwei Jahre gesperrt.
2000 gewann er Bronze bei den Halleneuropameisterschaften in Gent und wurde Zehnter bei den Olympischen Spielen in Sydney, und 2001 wurde er Sechster bei den Leichtathletik-Hallenweltmeisterschaften in Lissabon.
Am 26. April 2001 wurde er bei einer Trainingskontrolle positiv auf Norandrosteron, ein Metabolit von Nandrolon, getestet und als Wiederholungstäter lebenslang gesperrt.

## Persönliche Bestleistungen
- Kugelstoßen: 20,64 m, 3. September 2000, Ostrava
  - Halle: 20,68 m, 18. Februar 2001, Prag